# Écaille de l'os temporal
L'écaille de l'os temporal (ou partie squameuse de l'os temporal) est la lame osseuse verticale constituant la partie avant et supérieure de l'os temporal, au dessus et en dehors de la partie pétreuse de l'os.
Elle présente deux faces : une face temporale (ou face exocrânienne) et une face cérébrale (ou face endocrânienne), et un bord  semi-circulaire.

## Face temporale

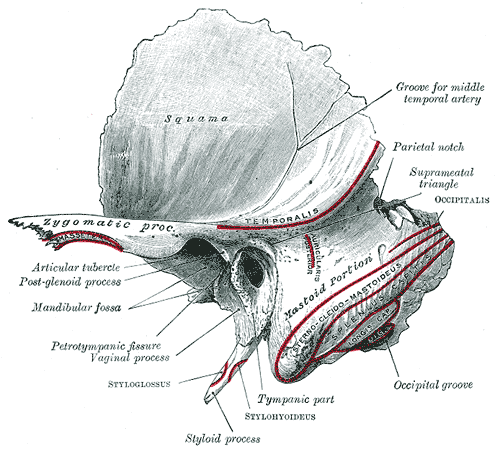

La face temporale de la partie squameuse de l'os temporal est globalement lisse et convexe et divisée en deux zones par un relief osseux : le processus zygomatique de l'os temporal.
Ce dernier se projette latéralement puis vers l'avant de l'écaille. Il divise la face temporale en deux parties : une supérieure, temporale proprement dite, et une inférieure ou basilaire. Il s'articule à l'avant avec l'os zygomatique pour former l'arcade zygomatique.
La racine antérieure courte et large du processus est en continuité avec la partie inférieure du bord de l'écaille. Elle est dirigée vers l'intérieur et se termine par une éminence arrondie, le tubercule articulaire du processus zygomatique recouverte de cartilage.

### Zone temporale
La zone temporale fait partie de la fosse temporale.
C'est la zone d'insertion du muscle temporal.
Sur la partie arrière le sillon vertical de l'artère temporale moyenne est visible pour le passage de cette dernière.

### Zone basilaire
Dans cette zone se trouve la limite entre la partie squameuse et la partie pétreuse de l'os située situe à environ 1 cm. en dessous de la crête supramastoïdienne.
Le tubercule articulaire du processus zygomatique limite en avant une profonde dépression formant la fosse mandibulaire réceptacle du processus condylien de la mandibule.
Devant le tubercule articulaire se trouve une petite zone triangulaire qui aide à former la fosse infratemporale. Cette zone est séparée de la surface externe de la partie squameuse par la crête infra-temporale de la grande aile de l'os sphénoïde.
Entre la paroi postérieure du méat acoustique externe et la racine postérieure du processus zygomatique se trouve une zone appelée fossette supraméatique qui est une voie d'accès à l'antre mastoïdien.

## Face cérébrale
La face interne de la partie squameuse est concave.
Elle présente des dépressions correspondant aux circonvolutions du lobe temporal du cerveau, et des sillons pour les branches des vaisseaux méningés moyens.

## Bord
Le bord libre correspond grossièrement au 2/3 d'un cercle. Une 

### Bord pariétal de la partie squameuse de l'os temporal
Le bord pariétal de la circonférence est mince, et biseauté aux dépens de la table interne, de manière à chevaucher le bord squameux de l'os pariétal avec lequel il forme la suture squameuse.

### Incisure pariétale
En arrière, le bord forme une échancrure au niveau de la jonction entre l'écaille et la partie pétreuse : l'incisure pariétale.
Celle-ci reçoit l'angle mastoïdien de l'os pariétal et forme l'astérion.

### Bord sphénoïdal de la partie squameuse de l'os temporal
La partie antéro-inférieur de la circonférence est épais, dentelé et biseauté au détriment de la table intérieure et forme le bord sphénoïdal de la partie squameuse de l'os temporal. Il s'articule avec le bord squameux de la grande aile de l'os sphénoïde pour former la suture sphéno-squameuse.

## Galerie

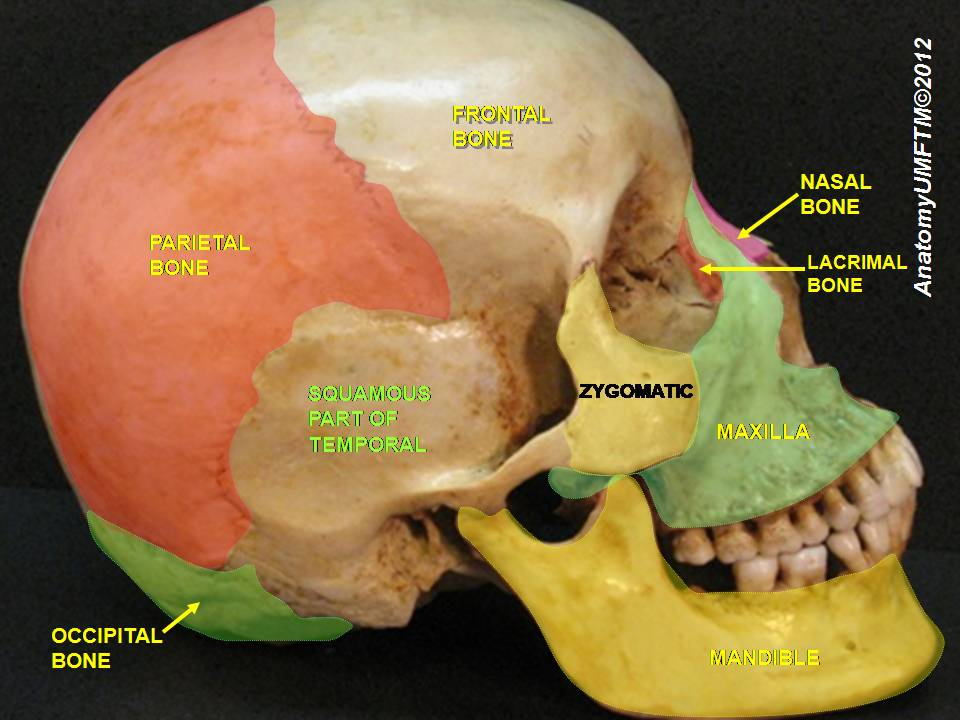
La partie squameuse de l'os temporal.